# Іслам у Гонконзі
Згідно з переписом 2016 року, іслам сповідує 4,1 % населення Гонконгу, або близько 300 000 мусульман. З цього числа 50 000 — китайці, 150 000 — індонезійці і 30 000 — пакистанці, решта — з інших частин світу. Близько 12 000 мусульманських сімей у Гонконзі змішаного китайського та південноазіатського походження, що походять від перших мусульманських іммігрантів із Південної Азії. Переважна більшість мусульман Гонконгу — суніти.

## Історія
Історія мусульман Гонконгу розпочалася ще з часу урядування Великої Британії у місті. Вважається, що перші поселенці-мусульмани в Гонконзі мали індійське походження, де деякі з них служили у війську. Вже з середини ХІХ століття Гонконг став популярним для переселенців-мусульман з материкового Китаю і Південної Азії. Зокрема, хуейцзу вперше прибули до Гонконгу наприкінці XIX століття — початку XX століття з південно-китайських прибережних районів та заснували свою громаду навколо району Ваньчай. Британський уряд поважав права мусульманських громад Гонконгу, надаючи їм матеріальну допомогу, виділяючи їм землю для будівництва громад та споруд (зокрема, мечетей та кладовищ).

## Сучасність
Місто відоме тим, що у 2007 році Торгово-промислова палата арабських держав у Гонконзі започаткувала Ісламський індекс Гонконгу для підтримки прагнення міста перетворитися на ісламський фінансовий центр. У листопаді 2007 року Hang Seng Bank випустив роздрібний ісламський фонд для міста. Крім того, HSBC мала план щодо впровадження ісламської фінансової системи в Гонконзі, хоча він і не був реалізований.
З 1990-х років дедалі більше мусульман Азії їдуть до Мекки прямо з Гонконгу, і на території міської агломерації є власна невелика квота з візами для хаджу, які видають посольство Саудівської Аравії. Мусульманам КНР не дозволяється приїжджати до Гонконгу для організації хаджу, але іноземні громадяни-мусульмани, які мешкають у Китаї, можуть організувати поїздку або зі своєї країни, або через Гонконг.
За останні кілька років у Гонконзі побільшало халяльних ресторанів. У 2010 році було всього 14 халяльних ресторанів, але вже через рік їхня кількість збільшилася втричі. Станом на травень 2018 року в регіоні налічувалося 70 ресторанів (з яких 13 є ресторанами готелів), сертифікованих халяльними опікунами Фонду ісламської спільноти Гонконгу на острові Гонконг, Коулун та в районах Нових територій. Варіанти варіюються від халяльного місцевого димсаму та кантонської кухні до індійських гастрономічних насолод та інших континентальних пропозицій.
До січня 2010 року у Гонконгу було 5 ісламських шкіл, пізніше їх кількість значно зросла. У регіоні також функціонують різні медресе.
На даний час у Гонконгу є шість основних мечетей, які щодня використовуються для молитов. Сьома, Шеунг Шуй, знаходиться на стадії будівництва.
У Гонконгу є два мусульманські цвинтарі, якими управляють Об'єднані піклувальники Фонду ісламської спільноти Гонконгу.
Найдавніший мусульманський цвинтар Хеппі-Веллі розташований в однойменному районі. Згідно з офіційними даними Департаменту харчової та екологічної гігієни, перше поховання на цвинтарі було здійснено в 1828.
Ще один мусульманський цвинтар Чхайвань розташований на мисі Коллінсон (Чхайвань). Цвинтар функціонує з 1963 року, а витрати на його утримання несуть піклувальники за рахунок плати за поховання.